# Raffaele Stern

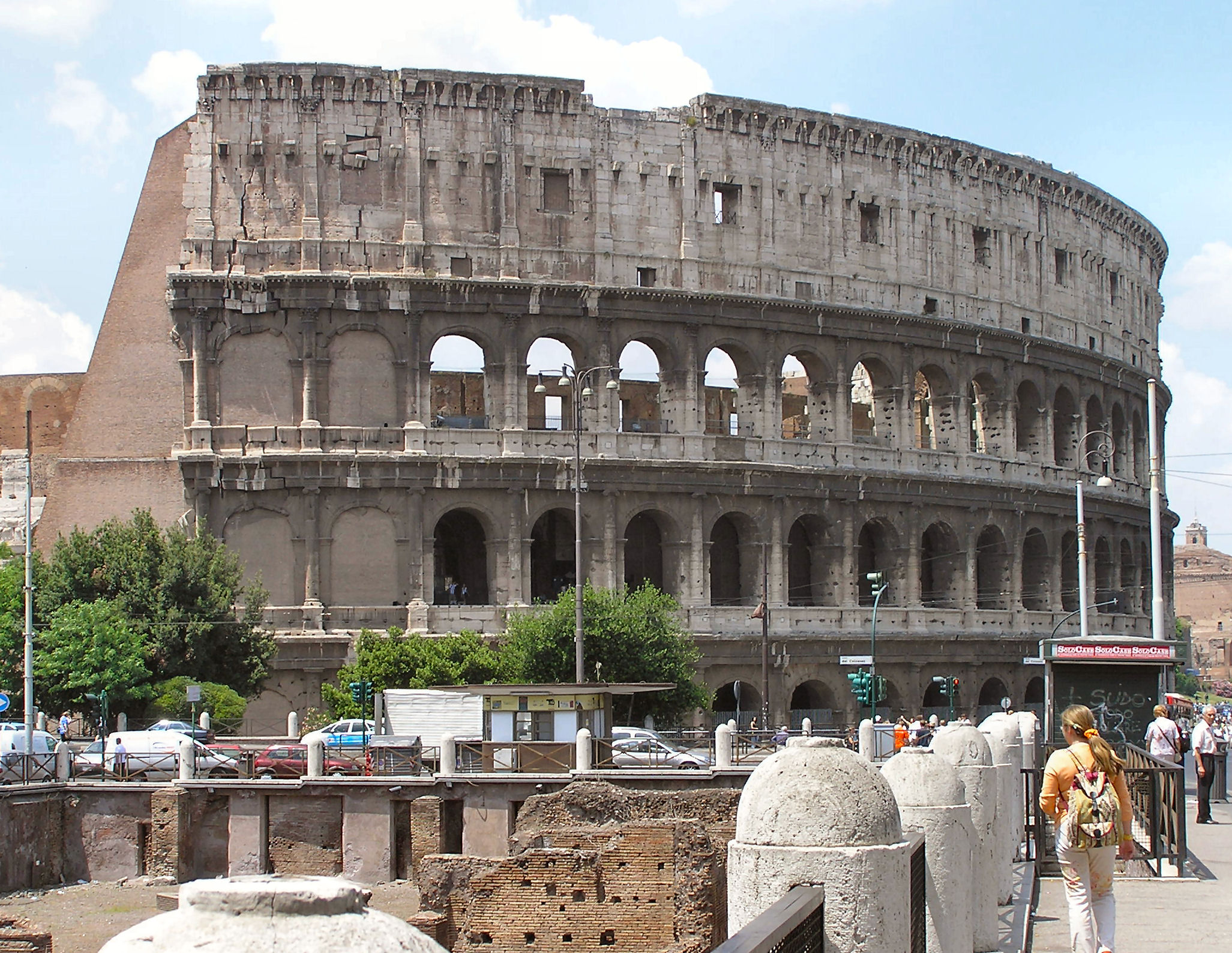
Il Colosseo. In evidenza la parte restaurata da Stern

Raffaele Stern (Roma, 1774 – Roma, 1820) è stato un architetto italiano.

## Biografia

### Opere per la città "imperiale" di Roma
La sua prima formazione ed il tirocinio professionale avvennero sotto la guida del padre Giovanni Stern (1734 - 1794), "Architetto coadiutore del Comune di Roma e Architetto dei Palazzi Papali". Nella sua famiglia di origine c'erano stati artisti, in particolare pittori. Nel 1811, durante il Regno d'Italia, Raffaele Stern progettò l'adattamento del Palazzo del Quirinale a Palazzo Imperiale, sottoponendo in giugno gli elaborati allo stesso Napoleone a Parigi, dopo aver visitato le principali dimore imperiali insieme all'architetto Fontaine; il programma, ridimensionato rispetto all'iniziale ampiezza d'intenti ad una sorta di restyling, venne attuato con opere protrattesi sino al fatale anno 1814. Per la "Ville Libre et Imperiale de Rome" fu fra l'altro impegnato con altri colleghi romani in opere di abbellimento urbano, di restauro di monumenti e di progettazione di edifici di pubblica utilità.

### L'insegnamento all'Accademia di San Luca
Nel 1812 Stern fu accolto nel corpo docente delle scuole d'arte della Romana Accademia di San Luca, appena riformate da Napoleone: vi insegnò Architettura Teorica fino alla morte, guadagnandosi per la singolare e chiara dottrina (in buona parte fondata su una notevole conoscenza della letteratura artistica francese) un'autentica venerazione da parte degli allievi, oltre alla speciale stima di Stendhal.

### Lavori in Vaticano
Sopraggiunta la Restaurazione pontificia con la caduta di Napoleone, nel 1814 Stern ottenne la nomina ad "Architetto dei Palazzi di Sua Santità", dopo di che gli fu affidato da Pio VII l'incarico di progettare il cosiddetto Braccio Nuovo del Museo Chiaramonti in Vaticano, con la consulenza di Antonio Canova, presidente dell'Accademia di San Luca: opera realizzata all'interno del Cortile del Belvedere fra il 1817 e il 1822 (compiuta dal romano Pasquale Belli), la cui attica limpidezza di stile venne guardata come il manifesto di una linea decisamente puristica del Neoclassicismo.

### Stern e il restauro dei monumenti
L'architetto operò nel settore del restauro dei monumenti antichi con interventi rimasti esemplari, esibendo il delinearsi di un moderno intendimento critico, espresso in particolare da integrazioni sintetiche e chiaramente distinte rispetto alle parti originali. Tale è appunto l'indirizzo critico osservato nell'opera di liberazione, isolamento e reintegrazione delle parti perdute dell'Arco di Tito (1818-21), proseguita da Giuseppe Valadier fra il 1822 e il 1824. Già nel 1802 Stern aveva presentato una memoria sui necessari lavori di consolidamento di parte dell'anello esterno del Colosseo, e dopo aver elaborato varie soluzioni progettuali nel 1806 insieme agli architetti Giuseppe Camporese e Giuseppe Palazzi, l'anno seguente eseguì il grande sperone laterizio e la connessa tamponatura delle due campate sui tre ordini di fornici all'estremità settentrionale dell'anello interrotto. Vi conservò il mirabile effetto visivo del dissesto delle arcate: quasi un'istantanea dell'attimo di un crollo, che è al contrario scongiurato dal sagace provvedimento, e, per così dire, esorcizzato nel momento in cui viene rappresentato; pare in tal senso superato nella concreta realtà dell'architettura quanto era stato bizzarramente figurato in tanti capricci del rovinismo pittorico del secolo precedente.